# Macquartia chalconota
Macquartia chalconota là một loài ruồi trong họ Tachinidae.